# King Gyan
King Osei Gyan, född 22 december 1988 i Accra, är en ghanansk fotbollsspelare.
Han skrev i februari 2014 på ett ettårskontrakt med Halmstads BK. I december 2014 förlängde han sitt kontrakt med klubben. Efter säsongen 2015 fick Gyan inte förlängt kontrakt och lämnade Halmstad.